# Nordost
| Nordwest | Norden  | Nordost |
| Westen   | Kompass | Osten   |
| Südwest  | Süden   | Südost  |

Der Begriff Nordost oder Nordosten (Abkürzung NO, engl. NE) bezeichnet eine Nebenhimmelsrichtung, die die Winkelhalbierende zwischen den Richtungen Nord und Ost darstellt. Im Sinn eines Azimuts oder eines Kurses hat Nordosten genau 45 Grad. Das Adjektiv dazu ist nordöstlich.
Die Region nordöstlich des Zentrums eines Landes, einer Stadt oder anderen Ortsangabe wird auch Nordostregion genannt.